# Jean-François Domergue
Jean-François Domergue (* 23. Juni 1957 in Bordeaux) ist ein ehemaliger französischer Fußballspieler und -trainer.

## Spielerkarriere
Domergue begann seine Karriere 1969 bei seinem Heimatstadtverein Girondins Bordeaux. 1975 kam der Verteidiger in die erste Mannschaft von Girondins. Nach fünf Jahren in der Heimat ging er 1980 zum OSC Lille. 1982 ging der Weg durch Frankreich weiter zu Olympique Lyon, wo er nur eine Saison blieb. Der Wandervogel wechselte 1983 zum FC Toulouse. Nach drei Jahren in Toulouse ging er 1986 zu Olympique Marseille, um dort zu verteidigen. Dort konnte Domergue, wie auch in den anderen Stationen zuvor, keinen Titel auf Vereinsebene gewinnen. In der Saison 1988/89 ließ er seine Karriere beim SM Caen ausklingen. 
International spielte Domergue neun Mal für Frankreich und erzielte dabei zwei Tore. Diese beiden Tore gelangen dem Verteidiger bei der Fußball-Europameisterschaft 1984 im Halbfinale gegen Portugal, wo er Frankreich ins Finale schoss. Les Bleus gewann im Endeffekt diese Europameisterschaft. 

### Nach der aktiven Karriere
Nach der aktiven Karriere wurde Domergue administrativer Leiter und später Fußballtrainer. Von 1990 bis 1992 war er administrativer Leiter von SM Caen; die gleiche Position hatte er später von 1992 bis 2000 bei Paris SG inne. 2000 übernahm er dann seine erste Trainerstation beim AC Le Havre, wo er bis 2004 als Trainer auf der Bank saß. Von 2004 bis 2007 war er Trainer des HSC Montpellier, danach übernahm er bis 2011 die vereinseigene Fußballakademie.

## Erfolge
NationalMannschaft
- Europameister 1984